# Lothar Kurbjuweit
Lothar Kurbjuweit est un footballeur est-allemand né le 6 novembre 1950 à Riesa.

## Biographie
Lothar Kurbjuweit jouait au début de sa carrière au Traktor Seerhausen puis de 1965 à 1970 au Stahl Riesa. De 1970 à 1983, il a joué en défense au FC Carl Zeiss Jena puis, pour terminer sa carrière, une dernière année au Hallescher FC Chemie. Au cours de sa carrière, il a disputé 357 matchs en DDR Oberliga, marquant 26 buts et jouant 55 matchs de coupe d'Europe avec le FC Carl Zeiss Jena. Entre mai 1970 et octobre 1981, il a porté à 66 reprises le maillot de équipe d'Allemagne de l'Est, marquant quatre buts et remportant le titre olympique aux Jeux olympiques d'été de 1976 à Montréal. En 1974, il a participé avec la RDA à la coupe du monde en Allemagne de l'Ouest.
En 1984, il est devenu entraîneur et a dirigé le FC Carl Zeiss, dont il a été le président de 1996 à 1999, et le FC Rot-Weiss Erfurt (1989-1992). De juillet 2003 à septembre 2004, il a été l'entraîneur du VfB Pößneck. De juin à décembre 2005, Lothar Kurbjuweit a repris cette fonction avant de rompre son contrat à la suite des mauvais résultats sportifs et de la situation financière du club. Il est depuis observateur pour le 1. FC Nuremberg. Il est marié à l'ancienne athlète Birgit Grimm.

## Carrière
En tant que joueur
- 1965-1970 : Stahl Riesa (équipe jeune et équipe première)
- 1970-1983 : FC Carl Zeiss Jena
- 1983-1984 : Hallescher FC

En tant qu'entraîneur
- 1984-1989 : FC Carl Zeiss Jena
- 1990-1991 : FC Rot-Weiss Erfurt
- 2003-2004 : VfB Pößneck
- 2005 : VfB Pößneck

## Palmarès

### Jeux olympiques d'été
- Jeux olympiques d'été de 1972 à Munich ( Allemagne de l'Ouest)
  -  Médaille de bronze
- Jeux olympiques d'été de 1976 à Montréal ( Canada)
  -  Médaille d'or